# Шан сир Драк
Шан сир Драк (фр. Champ-sur-Drac) је насељено место у Француској у региону Рона-Алпи, у департману Изер.
По подацима из 2011. године у општини је живело 3113 становника, а густина насељености је износила 348,99 становника/km².

## Демографија
| 1962. | 1968. | 1975. | 1982. | 1990. | 2011. |
| ----- | ----- | ----- | ----- | ----- | ----- |
| 2.181 | 2.316 | 2.605 | 3.094 | 3.300 | 3.113 |